# КК Азовмаш
КК Aзовмаш (енгл. BC Azovmash) је бивши украјински кошаркашки клуб из Маријупоља. До сезоне 2013/14. такмичио се у Суперлиги Украјине.

## Историја
Клуб је основан 1990. године, у прву лигу ушао је 1999. и већ 2003. је освојена прва титула државног шампиона. Освојили су 7 титула првака државе и 5 националних купова. Највећи међународни успех им је био пласман у финале Еврочеленџа 2007. године где су поражени од шпанске Ђироне.
Клуб се угасио 2014. године због Кримске кризе. У својој последњој сезони у украјинском првенству заузели су треће место.

## Успеси

### Национални
- Првенство Украјине:
  - Првак (7): 2003, 2004, 2006, 2007, 2008, 2009, 2010.
  - Вицепрвак (2): 2005, 2012.

- Куп Украјине:
  - Победник (5): 2001, 2002, 2006, 2008, 2009.
  - Финалиста (1): 2007.

### Међународни
- Еврочеленџ:
  - Финалиста (1): 2007.

## Познатији играчи
- Мирослав Берић
- Никола Булатовић
- Ратко Варда
- Владимир Голубовић
- Немања Гордић
- Лин Грир
- Томас Делининкајтис
- Тадија Драгићевић
- Рамел Кари
- Сергеј Лишчук
- Иван Паунић
- Мирослав Радуљица
- Хасан Ризвић
- Дижон Томпсон
- Горан Ћакић
- Александар Ћапин
- Фредерик Хаус